# 皮夫卡河
45°47′0.43″N 14°12′10.09″E / 45.7834528°N 14.2028028°E

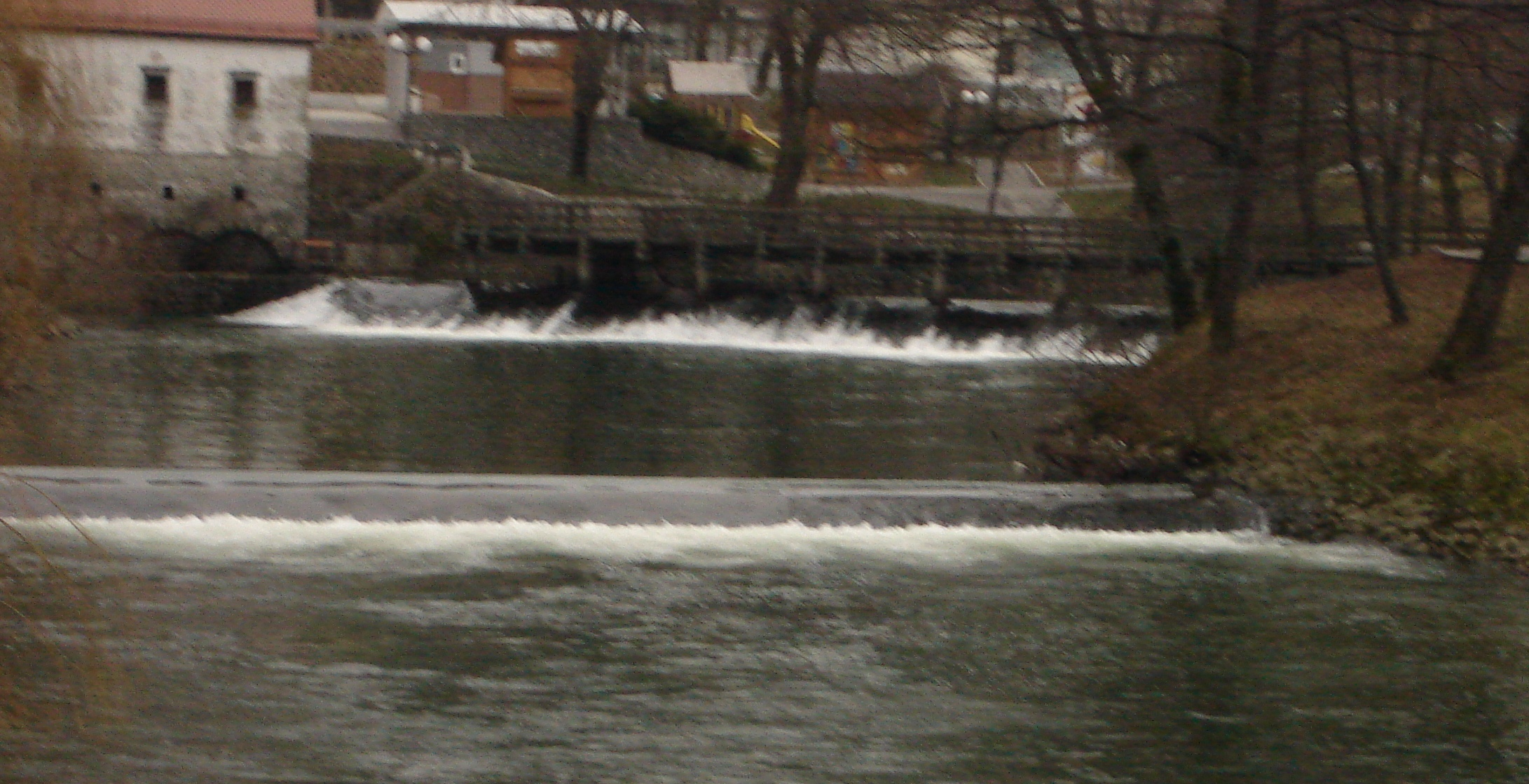

皮夫卡河，是斯洛文尼亞的河流，位於該國西南部，處於內卡尼奧拉地區，河道全長20公里，該河流發源自扎戈列，河畔城鎮有皮夫卡。